# Zingiber kawagoii
Zingiber kawagoii là một loài thực vật có hoa trong họ Gừng. Loài này được Bunzô Hayata miêu tả khoa học đầu tiên năm 1921.
Các tên gọi thông thường có: 三奈 (sam nāi, tam nại), 冬粉草 (đông phấn thảo), 台灣山薑 (Đài Loan sơn khương), 台灣蘘荷 (Đài Loan nhương hà), 恆春薑 (hằng xuân khương), たいわんみようが, 毛姜 (mao khương).

## Mẫu định danh
Mẫu định danh như sau:
- Zingiber kawagoii: Kawagoi S. s. n.; thu thập tại Funkiko (Fenchihu / Fenqihu / 奮起湖 / Phấn Khởi Hồ), ở hương Trúc Khi (Zhuqi, 竹崎鄉), huyện Gia Nghĩa.[1]
- Zingiber koshunense: T. Kawakami & S. Sasaki s.n. [6461?]; thu thập ngày 2 tháng 1 năm 1911 (1910?) ở Abei [Apei], huyện Đài Đông. Mẫu holotype lưu giữ tại Viện Nghiên cứu Lâm nghiệp Đài Loan ở Đài Bắc (TAIF).[4]

## Phân bố
Loài đặc hữu đảo Đài Loan. Phổ biến rộng ở các cao độ từ thấp tới trung bình trên khắp đảo, thường mọc trong bụi rậm trong rừng lá rộng. Ghi nhận tại các huyện thị Đài Bắc, Nam Đầu, Đài Nam, Cao Hùng, Bình Đông, Đài Đông.

## Phân loại
Z. kawagoii được xếp trong tổ Cryptanthium.

## Mô tả
Thân rễ bò lan, thanh mảnh, gần thon búp măng, đường kính 1 cm. Thân giả cao 30-60 cm. Phiến lá thuôn dài hoặc thuôn dài-hình mác, 15-30 × 4-8 cm, đáy tù, đỉnh nhọn thon, từ có lông tơ mỏng tới gần như nhẵn nhụi trên cả hai mặt, cuống lá ngắn; lưỡi bẹ 2 thùy, hình tai, dạng màng. Cụm hoa 1-3, nhiều hoa, mọc từ thân rễ, dài 4-5 cm; cuống cụm hoa dài 2-10 cm; lá bắc hình mác, dài 2 cm, đáy giống như bẹ; đài hoa hình ống, 1 cm, đỉnh 3 răng, đáy rậm lông; ống tràng thanh mảnh, 2-3 cm; các thùy màu đỏ hay tía, 2 cm, thùy tràng lưng rộng tới 1 cm, lõm, hơi rộng hơn các thùy tràng bên; cánh môi hay thay đổi, hình trứng ngược, gần hình thoi, 2,2 × 2 cm, 3 thùy, thùy giữa hình trứng ngược-thuôn dài, dài 1-1,5 cm, rộng 1,2 cm, đỉnh thuôn tròn tới có khía răng cưa, mép nguyên, màu đỏ hay tím sẫm, các thùy bên nhỏ hơn, thuôn dài, lệch, đỉnh cắt cụt, đỉnh và mép màu tím, đáy màu ánh vàng; nhị 1, không cuống; bao phấn thẳng, từ gần thon búp măng tới gần hình trụ, dài 1 cm, 2 ngăn; phần phụ liên kết thẳng, dài 1 cm, cong; vòi nhụy hình chỉ, màu trắng; bầu nhụy rậm lông. Quả nang thuôn dài, hình tam giác với lá bắc và lá bắc con bền, nứt theo ngăn, vỏ quả ngoài mọng, bên trong màu đỏ da cam hoặc đỏ tía. Hạt màu đen hoặc nâu sẫm; áo hạt màu trắng, giống như túi.
Moo (1978) đã không chỉ định mẫu holotype từ 2 mẫu mà ông trích dẫn khi mô tả Z. koshunense. Wu et al. (2000) đã chỉ định mẫu holotype cho loài này là T. Kawakami & S. Sasaki s.n. [6461?] thu thập ngày 2 tháng 1 năm 1911 (hay 1910?) tại Abei (Apei) huyện Đài Đông và coi Z. koshunense là loài độc lập, với các khác biệt được liệt kê là thường có 2 hoặc 3 cụm hoa (so với 1); quả nang màu đỏ-cam, thuôn dài (so với màu nâu sẫm, hình tam giác); hạt màu nâu (so với đen) với áo hạt giống như túi (so với giống như tấm đệm). Tuy nhiên, 3 đặc trưng này là dễ thay đổi và hiện tại người ta coi chúng chỉ là cùng một loài.